# Distrito de Lonya Chico
El distrito de Lonya Chico es uno de los veintitrés distritos de la Provincia de Luya, ubicado en el Departamento de Amazonas, en el noreste del Perú. Limita por el norte con el distrito de Luya; por el sureste con la provincia de Chachapoyas; por el sur con el distrito de Inguilpata; por el oeste con el distrito de Ocalli y; por el noroeste con el distrito de Conila.
Desde el punto de vista jerárquico de la Iglesia católica forma parte del Diócesis de Chachapoyas.

## Historia
El distrito fue creado el 2 de enero de 1875 mediante Ley sin número, en el gobierno del Presidente Manuel Pardo y Lavalle. 

## Geografía
Abarca una superficie de 83,82 km² y tiene una población estimada mayor a 1 200 habitantes. 
Su capital es el pueblo de Lonya Chico. 

### Pueblos y caseríos del distrito de Lonya Chico
| - Lonya Chico - Camelín - San Pablo - Bagazan - Merencia - San Pedro - Tincas | - Huascunga - Shapaya - Ojo de Agua - Santa Cruz - San Antonio - Santa María - Gramalote |

## Autoridades

### Municipales
- 2019 - 2022[2]
  - Alcalde: EFRAIN GUERRA GÓMEZ (Alianza Para el Progreso)
  - Regidores:

  1. LENIN ZUTA MENDOZA (Alianza Para el Progreso)
  2. MARÍA GRANDEZ CAMUS (Alianza Para el Progreso)
  3. REINALDO MUÑOZ LÓPEZ (Alianza Para el Progreso)
  4. FRANLKIN TUESTA CHÁVEZ (Alianza Para el Progreso)
  5. JUAN MENDOZA GUERRA (Sentimiento Amazonense Regional)

- 2023 - 2026[2]
  - Alcalde: ADLER GÜIMAC CHAVEZ (Juntos Por el Perú JP)
  - Regidores:

  1. GLADYS ROCIO TUESTA REYNA (Juntos Por el Perú JP)
  2. FAIMER VALQUI LOPEZ (Juntos Por el Perú JP)
  3. MARINA GOMEZ GUELAC (Juntos Por el Perú JP)
  4. ANANIAS GUERRA MUÑOZ (Juntos Por el Perú JP)
  5. JOSE MERCEDES GOMEZ GUERRA (Juntos Por el Perú JP)

### Policiales
- Comisario:  Comandante PNP: Edmundo Llanca

### Religiosas
- Obispo de Chachapoyas: Monseñor Emiliano Antonio Cisneros Martínez, OAR.
- Párroco de Lonya Chico  
  - Pbro. Jesús Mestanza Arellanos.

## Festividades
Las fiestas patronales de la capital Lonya Chico se celebran el día de la Santa Lucía, el 15 de agosto. 
Como comidas típicas se conoce el Chocho, el Purtumute y el Cuy con papas entre otros.